# سانینگ‌دیل
سانینگ‌دیل (به انگلیسی: Sunningdale) یک روستا و محله مدنی در بریتانیا است که در Windsor and Maidenhead واقع شده‌است. سانینگ‌دیل ۴٬۸۷۵ نفر جمعیت دارد.